# 주한 중화민국 대사관
주한 중화민국 대사관(중국어: 中華民國駐韓國大使館) 또는 주한 자유중국 대사관(駐韓 自由中國 大使館)은 중화민국 정부가 대한민국 서울특별시 명동2가 83-7(1992년 당시 주소)에 설치했던 대사관이다. 1949년에 개설되었으나 1992년에 대한민국과 중화민국 간의 외교 관계가 단절되면서 폐쇄되었다.

## 역사
중화민국 정부는 1949년 1월 4일에 대한민국과의 외교 관계를 수립한 다음에 서울특별시에 주한 중화민국 대사관을 개설했다. 1974년에는 부산직할시(현재의 부산광역시)에 주부산 중화민국 총영사관(중국어: 中華民國駐釜山總領事館)을 개설했다. 1977년 10월 5일에는 주한 중화민국 대사관 정원에 건립된 장제스 전 중화민국 총통 동상 제막식이 거행되었다.
1992년 8월 24일에 대한민국 정부가 중화인민공화국과 수교하면서 하나의 중국 정책에 따라 중화민국과 대한민국 간의 외교 관계가 단절되었다. 이에 따라 서울에 있던 주한 중화민국 대사관이 1992년 8월 24일을 기해 폐쇄되었고 주부산 중화민국 총영사관 또한 1992년 9월 22일을 기해 폐쇄되었다. 대한민국 정부는 중화인민공화국과의 수교에 앞서 주한 중화민국 대사관 청사를 포함한 모든 중화민국 정부 소유 부동산을 중화인민공화국 정부에 양도하기로 결정했다. 1992년 9월 15일에는 주한 중화민국 대사관 청사 부지 안에 설치되어 있던 쑨원과 장제스 동상을 서울특별시 서대문구 연희동에 위치한 한국한성화교중고등학교로 이전하는 계획이 확정되었고 1993년 5월 5일에 동상 이전 작업이 완료되었다.
중화민국 정부는 대한민국과의 비공식 관계를 유지하기 위하여 대표부 상호 설치 문제를 논의했고 1993년 7월 27일에 일본 오사카부에서 대표부 상호 설치에 합의했다. 1994년 1월 25일에는 서울특별시에 주한 타이베이 대표부가 개설되었다.

## 역대 대사
- 제1대: 사오위린 (邵毓麟, 1949년 7월 14일 ~ 1951년 9월 4일)
- 제2대: 왕둥위안 (王東原, 1951년 9월 13일 ~ 1961년 2월 11일)
- 제3대: 류위완 (劉馭萬, 1961년 2월 18일 ~ 1964년 4월 11일)
- 제4대: 량쉬자오 (梁序昭, 1964년 3월 23일 ~ 1966년 12월 25일) - 도서관 자산을 부적절한 방식으로 매각한 사건으로 인하여 해고됨
- 제5대: 탕쭝 (唐縱, 1967년 2월 13일 ~ 1970년 9월 18일)
- 제6대: 뤄잉더 (羅英德, 1970년 9월 27일 ~ 1975년 1월 29일)
- 제7대: 주푸쑹 (朱撫松, 1975년 1월 29일 ~ 1979년 8월 18일)
- 제8대: 딩마오스 (丁懋時, 1979년 8월 30일 ~ 1982년 12월 31일)
- 제9대: 쉐위치 (薛毓麒, 1983년 2월 23일 ~ 1986년 7월 31일)
- 제10대: 쩌우젠 (鄒堅, 1986년 8월 20일 ~ 1990년 8월 9일)
- 제11대(마지막): 진수지 (金樹基, 1990년 8월 9일 ~ 1992년 8월 23일)

## 같이 보기
- 대한민국-중화민국 관계
- 주중화민국 대한민국 대사관
- 주한 타이베이 대표부
- 대한민국 주재 외국공관 목록